# 雄勝中央病院
雄勝中央病院（おがちちゅうおうびょういん）は、秋田県湯沢市山田にある、秋田県厚生農業協同組合連合会（JA秋田厚生連）の病院。

## 概要
当院は、秋田県内の8つの2次医療圏の1つの「湯沢・雄勝医療圏」に位置する（2024年度からは秋田県内の2次医療圏は3つに再編され、当院は県南医療圏となった）。同圏は、湯沢市および雄勝郡（羽後町・東成瀬村）を圏域とし、2010年（平成22年）国勢調査人口が7万0513人、面積1,225km2である。同圏内には2011年度（平成23年度）末時点で既存病床数が683床（基準病床数は525床）あるため、許可病床数が380床（2013年度は312床が稼動）である当院は同圏の約半分の病床を有することになる。
当院は、横手盆地の南端付近の樹枝状丘陵を造成した「雄湯郷ランド（ゆーとぴあランド）」内にある。
病院の基本理念は「信」「望」「愛」。

## 沿革

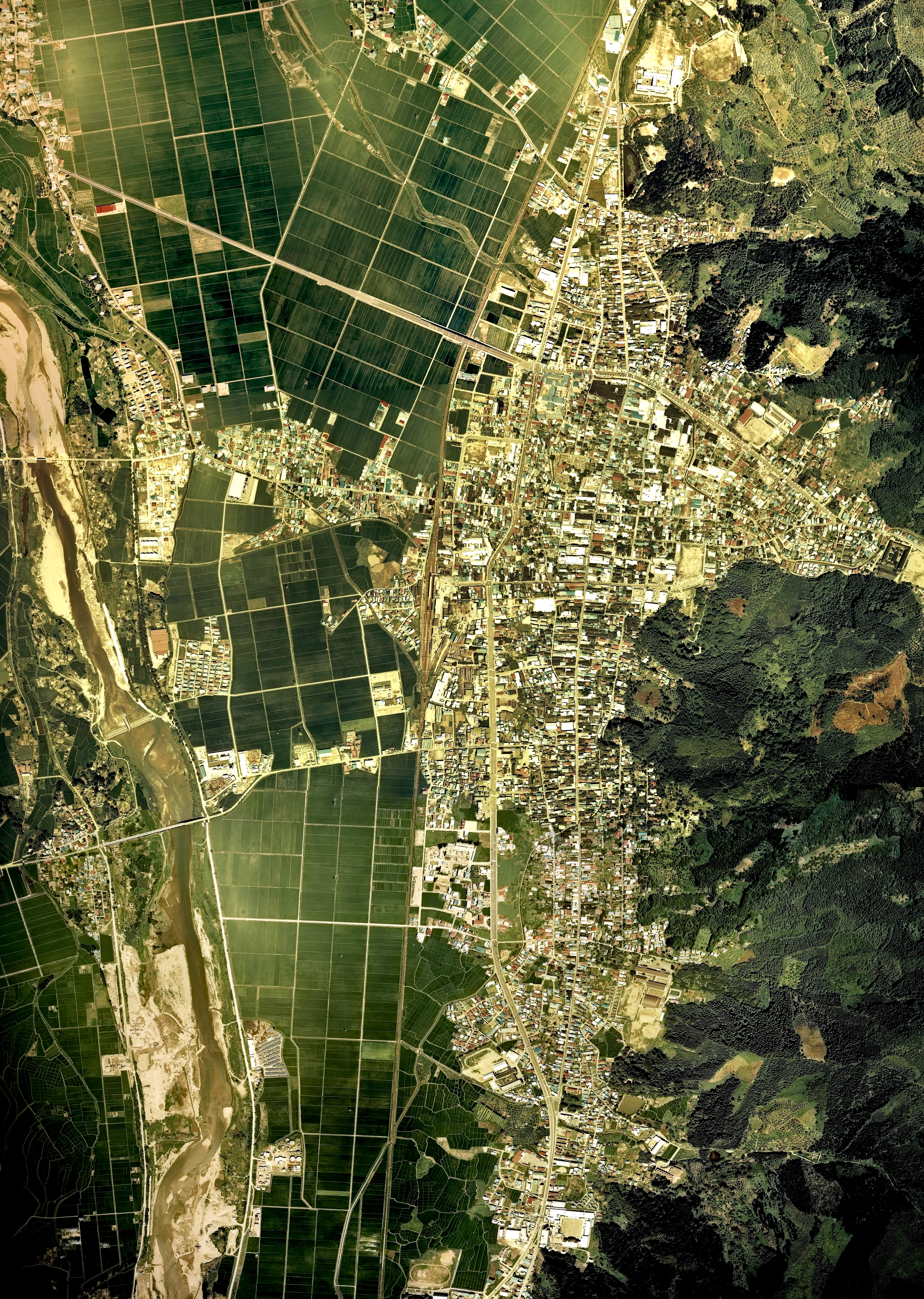
1976年撮影の湯沢市中心部の空中写真。国道13号と国道398号が交差する表町4丁目交差点の南東角地に2005年まで当院があった。
（9枚合成）。

昭和初期に全国的に広まった医療利用組合運動の中で、現在の湯沢市の中心部にあたる雄勝郡湯沢町に開設された。雄勝医療購買組合の設立前の1930年（昭和5年）の雄勝郡25町村の国勢調査人口は94,002人（うち、湯沢町が12,030人）、当院が雄勝中央病院に改称される前年の1935年（昭和10年）のそれは98,408人（同13,344人）であり、当時の同郡とほぼ同じ範囲にあたる「湯沢・雄勝医療圏」の2025年2月1日推計人口の52,836人より多かった。
1961年（昭和36年）に国民皆保険（参照）が達成されると、1964年（昭和39年）に当院は総合病院となった。
バブル崩壊後の1992年（平成4年）、秋田県庁の雄勝地方部（現・雄勝地域振興局）などが湯沢雄勝地域を「雄湯郷（ゆーとぴあ）」と命名した。これは、当地域における地域活性化事業の名称にも使用されることになる。
1995年（平成7年）に病院移転新築検討委員会が設立され、1997年（平成9年）に秋田県道278号雄勝湯沢線沿いの「雄湯郷ランド」を当院の移転先とすることが厚生連理事会で確認された。「雄湯郷ランド」は市街地から離れているため中心部の商業の地盤沈下が予想され、移転計画が具体化するにつれて移転反対運動が活発化していった。
2002年（平成14年）4月21日、「雄湯郷事業」の再検討を掲げた共産党の鈴木俊夫が、自由民主党および公明党推薦の現職を破って市長に初当選した。しかし、新市長の鈴木は公約に反して当院の移転事業を進め、2003年（平成15年）8月には移転新築工事が着工。2005年（平成17年）8月、湯沢市表町三丁目3-15（北緯39度10分7.3秒 東経140度29分26.7秒 / 北緯39.168694度 東経140.490750度）より、現在地の湯沢市山田字勇ヶ岡25に移転した。

### 年表
- 1933年（昭和8年）8月 - 有限責任雄勝医療購買組合が設立される。
- 1936年（昭和11年）5月 - 有限責任購買利用組合 雄勝中央病院に改称する。
- 1942年（昭和17年）11月 - 秋田県信用販売購買利用組合連合会を統合する。
- 1943年（昭和18年）12月 - 秋田農業会を統合する。
- 1948年（昭和23年）8月 - 秋田県厚生農業協同組合連合会（JA秋田厚生連）に移管する。
- 1964年（昭和39年）1月 - 総合病院となる。
- 1976年（昭和51年）4月 - 救急告示病院に指定される。
- 1996年（平成8年）
  - 3月 - エイズ地域診療病院に指定される。
  - 12月 - 災害拠点病院に指定される。
- 2005年（平成17年）
  - 8月1日 - 現在地に新築・移転。設計は伊藤喜三郎建築研究所[8]。
  - 8月1日 - 湯沢市字萬石の湯沢横手道路下り線に救急車緊急退出路を設置（北緯39度9分27.6秒 東経140度28分55.6秒 / 北緯39.157667度 東経140.482111度）、運用開始[9]。
- 2021年（令和3年）
  - 3月15日 - こまち農業協同組合雄勝中央病院出張所を廃止。同組合中央総合支店が継承。

## 医療機関の指定等
- 救急告示病院
- エイズ地域診療病院
- 災害拠点病院
- 病院群輪番制病院
- 臨床研修指定病院

## 認定病床数
- 許可病床数 380床
- 一般病床数 376床
- 感染症病床数 4床

## 診療科等
- 内科
- 神経内科
- 呼吸器科
- 消化器科
- 循環器科
- 小児科
- 外科

- 整形外科
- 脳神経外科
- 心臓血管外科
- 血液内科
- 皮膚科
- 泌尿器科

- 産婦人科
- 眼科
- 耳鼻咽喉科
- リハビリテーション科
- 麻酔科
- 歯科口腔外科

## 院内の施設
- 理容室・美容室
- 売店（ローソン雄勝中央病院店）
- レストラン
- こまち農業協同組合（JAこまち） 中央総合支店雄勝中央病院出張所（店舗外ATM）

## 交通アクセス
鉄道
- JR奥羽本線・湯沢駅下車、シャトルバスで14分。

バス
- 山田線（羽後交通）[10]・雄勝中央病院前バス停下車、徒歩1分
- 雄湯郷ランドシャトルバス「ゆうとぴあ号」[11]（羽後交通）・雄勝中央病院前バス停下車、徒歩1分

車
- 東北中央自動車道・湯沢ICから秋田県道278号雄勝湯沢線経由、約10分
- 無料駐車場978台（北側455台・南側523台）